# Odin (lớp tàu ngầm)
Lớp tàu ngầm Odin (còn gọi là "lớp O") là một lớp bao gồm chín tàu ngầm được Hải quân Hoàng gia Anh chế tạo trong thập niên 1920. Sau chiếc nguyên mẫu Oberon, hai chiếc Otway và Oxley được đặt hàng cho Hải quân Hoàng gia Australia, nhưng được chuyển trả cho Anh năm 1931 khi nền kinh tế Australia gặp suy thoái, và sáu chiếc với thiết kế cải tiến được đặt hàng cho Hải quân Anh. Ba tàu ngầm cải tiến được đóng cho Hải quân Chile như là  tàu ngầm lớp Capitan O'Brien vào năm 1929.

## Thiết kế
Lớp Odin được chế tạo nhằm thay thế cho lớp L vốn không đủ tầm xa hoạt động để phục vụ tại Thái Bình Dương. Trên lý thuyết chúng có thể lặn sâu đến 500 ft (150 m), nhưng thực tế không có chiếc nào được chính thức thử nghiệm sâu hơn 300 ft (91 m). Vũ khí trang bị bao gồm tám ống phóng ngư lôi 21 inch (533 mm) (sáu ống trước mũi và hai phía đuôi) cùng một khẩu hải pháo QF 4-inch Mk XII trên boong tàu. Các thùng chứa nhiên liệu được bố trí bên ngoài vỏ tàu theo kiểu yên ngựa gắn kết vào vỏ tàu bằng đinh tán; chúng dễ bị rò rỉ khi bị đối phương tấn công bằng mìn sâu, và dầu diesel nổi lên mặt nước làm lộ vị trí của tàu ngầm. Odin là lớp tàu ngầm đầu tiên của Hải quân Anh được trang bị sonar ASDIC và liên lạc vô tuyến tần số rất thấp (VLF: Very Low Frequency) có thể hoạt động ở độ sâu kính tiềm vọng.

## Những chiếc trong lớp
| Tên                              | Xưởng tàu                        | Đặt lườn                         | Hạ thủy                          | Nhập biên chế                    | Xuất biên chế                    | Số phận |
| Dữ liệu chế tạo chiếc nguyên mẫu | Dữ liệu chế tạo chiếc nguyên mẫu | Dữ liệu chế tạo chiếc nguyên mẫu | Dữ liệu chế tạo chiếc nguyên mẫu | Dữ liệu chế tạo chiếc nguyên mẫu | Dữ liệu chế tạo chiếc nguyên mẫu | Dữ liệu chế tạo chiếc nguyên mẫu |
| -------------------------------- | -------------------------------- | -------------------------------- | -------------------------------- | -------------------------------- | -------------------------------- | --- |
| Oberon (P21) (nguyên O1)         | Xưởng tàu Chatham                | 22 tháng 3, 1924                 | 24 tháng 9, 1926                 | 24 tháng 8, 1927                 | 5 tháng 7, 1944                  | Bị tháo dỡ, 1945 |
| Dữ liệu chế tạo phân lớp Oxley   |                                  |                                  |                                  |                                  |                                  | |
| Otway (51)                       | Vickers, Barrow                  | 24 tháng 8, 1925                 | 7 tháng 9, 1926                  | 15 tháng 6, 1927                 | 1945                             | Phục vụ cùng Hải quân Hoàng gia Australia như là chiếc HMAS Otway; chuyển cho Anh, 10 tháng 4, 1931; tháo dỡ, tháng 8, 1945                                                       |
| Oxley (55)                       | Vickers, Barrow                  | 24 tháng 8, 1925                 | 29 tháng 9, 1926                 | 1 tháng 4, 1927                  |                                  | Phục vụ cùng Hải quân Hoàng gia Australia như là chiếc HMAS Oxley; chuyển cho Anh, 10 tháng 4, 1931; đắm do sự cố bắn nhầm bởi tàu ngầm Triton ngoài khơi Na Uy, 10 tháng 9, 1939 |
| Dữ liệu chế tạo phân lớp Odin    |                                  |                                  |                                  |                                  |                                  | |
| Odin (N84)                       | Xưởng tàu Chatham                | 23 tháng 6, 1927                 | 5 tháng 5, 1928                  | 21 tháng 12, 1929                |                                  | Mất tích; có thể bị các tàu khu trục Ý Strale và Baleno đánh chìm trong vịnh Taranto, 13 tháng 6, 1940                                                                            |
| Olympus (N35)                    | William Beardmore and Company    | 14 tháng 4, 1927                 | 11 tháng 12, 1928                | 14 tháng 6, 1930                 |                                  | Đắm do trúng mìn ngoài khơi Malta, 8 tháng 5, 1942 |
| Orpheus (N46)                    | William Beardmore and Company    | 14 tháng 4, 1927                 | 26 tháng 2, 1929                 | 23 tháng 9, 1930                 |                                  | Mất tích trong Địa Trung Hải tại khu vực phụ cận Benghazi, Libya từ chiều tối ngày 19 tháng 6, 1940                                                                               |
| Osiris (N67)                     | Vickers, Barrow                  | 12 tháng 5, 1927                 | 19 tháng 5, 1928                 | 25 tháng 1, 1929                 | 7 tháng 3, 1945                  | Bị tháo dỡ tại Durban, Nam Phi, tháng 9, 1946. |
| Oswald (N58)                     | Vickers, Barrow                  | 30 tháng 5, 1927                 | 19 tháng 6, 1928                 | 1 tháng 5, 1929                  |                                  | Bị tàu khu trục Ý Ugolino Vivaldi đánh chìm ngoài khơi Calabria, 1 tháng 8, 1940                                                                                                  |
| Otus (N92)                       | Vickers, Barrow                  | 31 tháng 5, 1927                 | 31 tháng 8, 1928                 | 5 tháng 7, 1929                  | tháng 3, 1946                    | Bị đánh đắm ngoài khơi Durban, Nam Phi, tháng 9, 1946. |